# James Paxton
Pour les articles homonymes, voir Paxton.
James Alston Paxton (né le 6 novembre 1988 à Richmond, Colombie-Britannique, Canada) est un lanceur gaucher des Ligues majeures de baseball jouant avec les Los Angeles Dodgers.

## Carrière
Joueur des Wildcats de l'Université du Kentucky, James Paxton est un choix de première ronde des Blue Jays de Toronto en 2009. Il ne signe pas de contrat avec le club, cependant, car les Blue Jays ne sont pas disposés à lui accorder la somme qu'il réclame comme boni à la signature. Il décide donc de retourner à l'Université du Kentucky, où il a joué 3 ans, mais la NCAA le lui interdit puisqu'il a contrevenu aux règles de l'association sportive en ayant un agent de joueurs, en l'occurrence Scott Boras. N'ayant maintenant nulle part où jouer en 2010, Paxton rejoint les AirHogs de Grande Prairie, une équipe indépendante basée au Texas et faisant partie de l'Association américaine.
En juin 2010, Paxton est repêché en 4e ronde par les Mariners de Seattle, qui le mettent sous contrat. 
À l'été 2011, il est l'un des représentants des Mariners au match des étoiles du futur à Phoenix en Arizona.
Avant les saisons de baseball 2012, 2013 et 2014, Paxton apparaît au classement des 100 meilleurs joueurs d'avenir dressé annuellement par Baseball America, aux 52e, 87e et 99e rangs.

### Ligue majeure de baseball
James Paxton, un lanceur partant, fait ses débuts dans le baseball majeur avec les Mariners de Seattle le 7 septembre 2013 et obtient 4 départs en fin de saison. Il impressionne avec une moyenne de points mérités de 1,50 et 21 retraits sur des prises en 24 manches lancées. Il remporte 3 victoires contre aucune défaite. Sa première victoire est obtenue à son premier match, où il ne donne qu'un point mérité en 6 manches aux Rays de Tampa Bay.
James Paxton est nommé meilleur lanceur du mois de juillet 2017 dans la Ligue américaine. Durant le mois où il remporte 6 victoires contre aucune défaite, il n'accorde que 6 points et 6 buts sur balles en 39 manches et un tiers lancées, retirant 46 frappeurs adverses sur des prises.
Le 8 mai 2018, Paxton lance un match sans point ni coup sûr face aux Blue Jays de Toronto. Il a enregistré 7 retraits sur des prises dans une performance de 99 lancés.
Lors de la mi-saison 2024, il signe un contrat d'un an en tant qu'agent libre chez les Los Angeles Dodgers pour 11 millions de dollars .